# Jürgen Wetzel

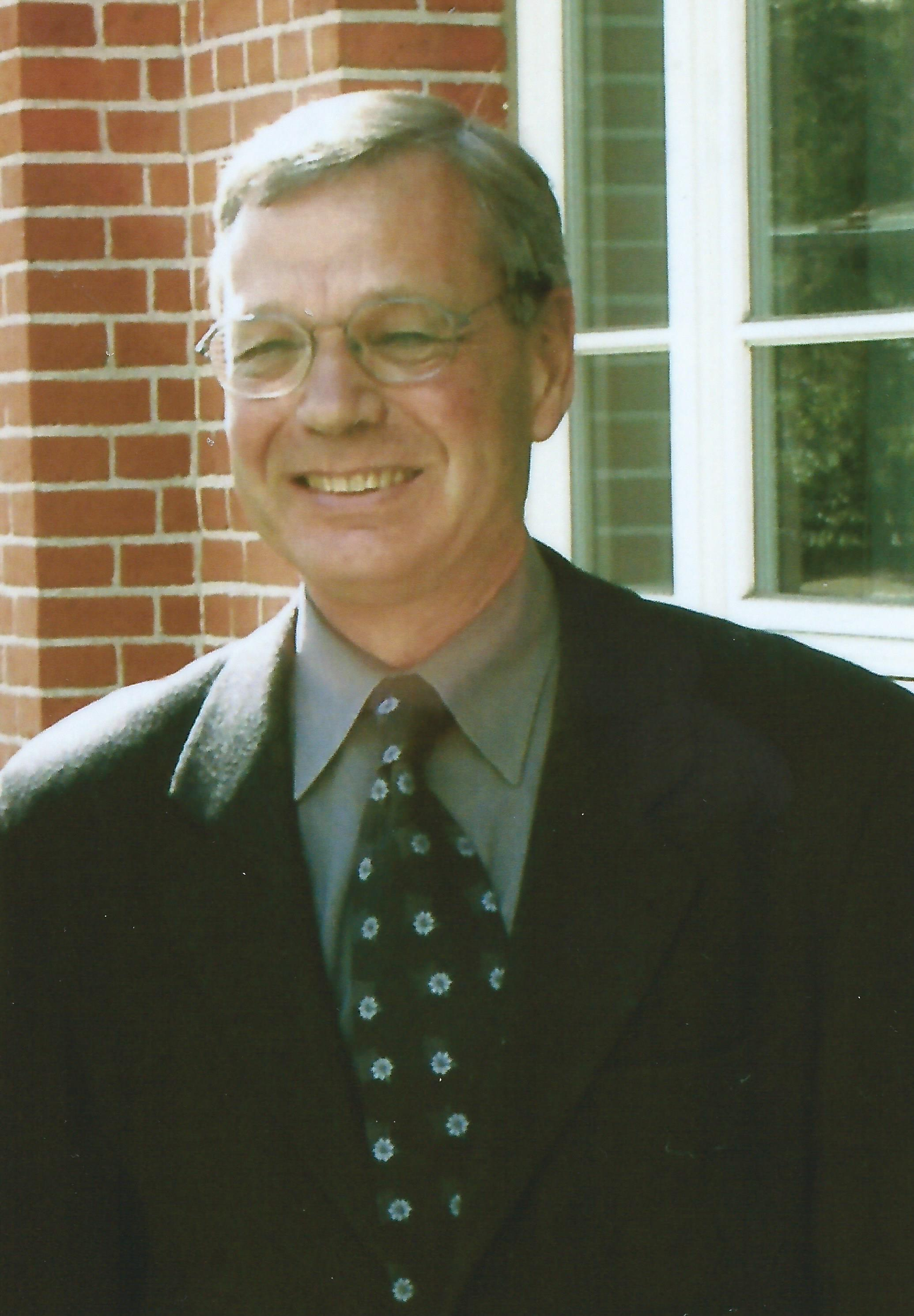
Jürgen Wetzel (2004)

Jürgen Wetzel (* 23. November 1938 in Garlitz; † 10. Oktober 2022 in Berlin) war ein deutscher Historiker. Er war zwischen 1991 und 2003 Direktor des Landesarchivs Berlin.

## Leben
Wetzel war Sohn des Landwirts Gerhard Wetzel und Erika, geb. Giese. Er besuchte die Dorfschule in Garlitz von 1945 bis 1952. 1953 flüchtete die Familie nach West-Berlin. Dort besuchte er das Gottfried-Keller-Gymnasium in Charlottenburg und das Ernst-Abbe-Gymnasium in Neukölln, wo er 1960 seine Reifeprüfung ablegte. Anschließend studierte er Geschichte, Politologie und Soziologie in Marburg (1960–1962) und Kiel (1962–1968). Ein Jahr später wurde er in Kiel zum Dr. phil. promoviert.
Im Jahr 1970 begann er als Dozent für Parteiengeschichte und Parteiengesetz an der Akademie Schloss Eichholz der Konrad-Adenauer-Stiftung, bis er ab 1971 die Ausbildung zum wissenschaftlichen Archivar am Landesarchiv Berlin und am Institut für Archivwissenschaften der Archivschule Marburg absolvierte. 1973 bestand er das Staatsexamen für den höheren Archivdienst und wurde zum Archivrat auf Zeit am Berliner Landesarchiv ernannt. Von 1974 bis 1976 leitete er die Bauplanung für das Archivgebäude in der Kalckreuthstraße (Berlin-Schöneberg) und den Umzug dorthin von der Straße des 17. Juni. Von 1977 bis 1981 war er insgesamt zwölf Monate im Rahmen des OMGUS-Projektes zur Erschließung von Akten der amerikanischen Militärregierung in Berlin 1945–1949 in den National Archives Washington tätig. 1980 erfolgte die Ernennung zum Archivoberrat und stellvertretenden Leiter des Landesarchivs. Ein Jahr später folgte die Ernennung zum Archivdirektor. Ab 1991 leitete er das Landesarchiv und führte es mit den drei Ost-Berliner Archiven zusammen. 1994 erfolgte die Ernennung zum Leitenden Archivdirektor. Wetzel folgte Dagmar Unverhau von 1991 bis 2003 als Direktor des Landesarchivs Berlin. In dieser Funktion organisierte er die Zusammenlegung der verschiedenen Standorte des Berliner Landesarchivs in Ost- und West-Berlin an einer zentralen Stelle am Eichborndamm. 2000 wurde unter seiner Leitung die Landesbildstelle und das IBA-Archiv in das Landesarchiv überführt. 2003 wurde Wetzel in den Ruhestand versetzt.
Jürgen Wetzel war seit 1973 Mitglied im Verein für die Geschichte Berlins und seit 1976 in unterschiedlichen Vorstandsämtern des Vereins. Von 1992 bis 2003 gab er mit Sibylle Einholz das Jahrbuch Der Bär von Berlin – Jahrbuch des Vereins für die Geschichte Berlins heraus.

## Ehrungen
- Fidicin-Medaille des Vereins für die Geschichte Berlins (2004)[5]

## Werke (Auswahl)

### Monografien
- Theodor Lehmann und die nationale Bewegung in Schleswig-Holstein 1859–1862, Neumünster 1971 (Dissertation).
- Zwischen Königstreue und Bürgerinteressen. Berlins Oberbürgermeister H. W. Krausnick von 1834 bis 1862 (= Ausstellungskatalog des Landesarchivs Berlin, Bd. 4), Berlin 1985.
- Zehlendorf (= Geschichte der Berliner Verwaltungsbezirke, Bd. 12), Berlin 1988.
- Nachlaß Ernst Reuter. Findbuch Nr. 4, hrsg. vom Landesarchiv Berlin, Berlin 1988.
- Fünf Monate in Berlin. Briefe von Edgar N. Johnson aus dem Jahre 1946, hrsg. und bearb. zusammen mit Werner Breunig, Berlin 2014.

### Herausgeber
- Berlin in Geschichte und Gegenwart. Jahrbuch des Landesarchivs Berlin, Jahrgänge 1992 bis 2003.
- mit Sibylle Einholz: Der Bär von Berlin. Jahrbuch des Vereins für die Geschichte Berlins, Jahrgänge 1992 bis 2003.
- Jahresbericht des Landesarchivs Berlin, 1999 bis 2002.
- Schriftenreihe des Landesarchivs Berlin, Band 1 bis 6, 1992 bis 2003.

### Aufsätze
- Inflation in Berlin 1923. In: Mitteilungen des Vereins für die Geschichte Berlins, Heft 4 (1973), S. 337–347, und Spandauer Volksblatt vom 21. Oktober 1973 und 28. Oktober 1973.
- Monarchie gegen Hitler. Aus der Korrespondenz Otto Brauns mit Albert Grzesinski 1934–1936. In: Der Bär von Berlin. Jahrbuch des Vereins für die Geschichte Berlins, 26. Folge, Berlin 1977.
- Julius Berends (1817–1891). Ein Kämpfer für Demokratie und soziale Gerechtigkeit. In: Der Bär von Berlin. Jahrbuch des Vereins für die Geschichte Berlins, 27. Folge, Berlin 1978.
- mit Brewster Chamberlin: Der 17. Juni und der RIAS. Aus einem Gespräch mit dem ehemaligen RIAS-Direktor Gordon Ewing. In: Berlin in Geschichte und Gegenwart. Jahrbuch des Landesarchivs Berlin, Berlin 1982, S. 165–190.
- Oberbürgermeister Heinrich Wilhelm Krausnick und die Berliner Kommunalpolitik von 1834 bis 1862. In: … taub für die Stimme der Zeit. Zwischen Königstreue und Bürgerinteressen. Berlins Oberbürgermeister H. W. Krausnick von 1834 bis 1862, Berlin 1985 (= Ausstellungskataloge des Landesarchivs Berlin, Bd. 4).
- Bismarck contra Arnim – Der Kampf um die Macht im Kaiserreich. In: Der Bär von Berlin. Jahrbuch des Vereins für die Geschichte Berlins, 36. Folge, Berlin 1987.
- Neue Erwerbungen und Zugänge im Landesarchiv 1987. In: Berlin in Geschichte und Gegenwart. Jahrbuch des Landesarchivs Berlin, Berlin 1988, S. 133–143.
- 125 Jahre Düppel. In: Der Bär von Berlin. Jahrbuch des Vereins für die Geschichte Berlins, 39. Folge, Berlin 1989/90.
- mit Sibylle Einholz: Dank an Gerhard Kutzsch. In: Der Bär von Berlin. Jahrbuch des Vereins für die Geschichte Berlins, 41. Folge, Berlin 1992.
- Heinrich Wilhelm Krausnick. In: Wolfgang Ribbe (Hrsg.): Stadtoberhäupter. Biografien Berliner Bürgermeister im 19. und 20. Jahrhundert. Berlin 1992 (= Berliner Lebensbilder, 7).
- 1945 und 1989 – Zwei Daten im Blickpunkt der Berliner Geschichte. In: Der Bär von Berlin. Jahrbuch des Vereins für die Geschichte Berlins, 42. Folge, Berlin 1993.
- Die Rolle der Amerikaner bei der kulturellen Erneuerung Berlins. In: Der Bär von Berlin. Jahrbuch des Vereins für die Geschichte Berlins, 45. Folge, Berlin 1996.
- ‚Zur Statistik‘. Zwei Berliner Frauenschicksale. In: Der Bär von Berlin. Jahrbuch des Vereins für die Geschichte Berlins, 51. Folge, Berlin 2002.
- Ernst Reuter 1889–1953. Eine biographische Skizze. In: Der Bär von Berlin. Jahrbuch des Vereins für die Geschichte Berlins, 52. Folge, Berlin 2003.
- Madame der Staël in Berlin. In: Der Bär von Berlin. Jahrbuch des Vereins für die Geschichte Berlins, 54. Folge, Berlin 2005.
- Berlin im Jahrzehnt vor der Reichsgründung. In: Susanne Kähler, Wolfgang Krogel, Manfred Uhlitz (Hrsg.): 150 Jahre Metropole Berlin. Festschrift zum 150. Jubiläum des Vereins für die Geschichte Berlins e. V., gegr. 1865, Berlin 2015.